# Lars Graugaard
Lars Graugaard (* 10. Februar 1957 in Odense) ist ein dänischer Komponist und Flötist.
Lars Graugaard studierte Flöte an der Königlichen Musikakademie in Kopenhagen. Er ist verheiratet mit der Harfenistin Sofia Asunción Claro.

## Künstlerischer Werdegang
1982 trat er erstmals als Komponist für Kammermusik hervor („Fantasia“ für Flöte und Harfe), viele weitere Kompositionen aller Genres folgten. Daneben führte er als Interpret auf der Flöte im Bereich des Jazz mit Christian Sievert, Hugo Rasmussen und Bjarne Rostvold bzw. Jukka Tolonen, Bo Stief und Alex Riel gleichfalls seine Kompositionen auf (Kvartetten, Smile). 
Bereits während seines Studiums begann er sich intensiv mit den klanglichen Möglichkeiten von Elektronischer Musik auseinanderzusetzen. Seit den frühen neunziger Jahren entwickelte er sein Konzept einer „Interaktiven Musik“, bei der ein Instrumentalist mit einem Computer „interagiert“. Der Grundgedanke besteht darin, dass die Töne, die der Musiker live auf seinem Instrument spielt, vom Computer aufgenommen und „verarbeitet“ werden. Die Art und Weise dieser Verarbeitung (beispielsweise Verzerrung, Zerlegung in Klangspektren) wird vom Komponisten durch ein Computerprogramm festgelegt. Die so verarbeiteten Klänge werden für den spielenden Musiker (und das Publikum) quasi zeitgleich durch Lautsprecher hörbar gemacht, so dass der Höreindruck entsteht, der Computer „begleite“ den Musiker. Dieser ist es jedoch selbst, der die Klänge des Computers durch seine gespielten Klänge auslöst und dadurch mit dem Computer „interagiert“.
Graugaard komponierte zahlreiche Werke für Kammerensembles und Orchester, bei denen er mit dieser Technik experimentierte.
Seine erste „interaktive Oper“ für Sänger und interaktiven Computer „Die Flucht“, die nach Motiven von Hans Christian Andersen entstand, wurde 2002 in Odense uraufgeführt. Seine zweite Oper „La Quintrala“ fand 2004 internationale Beachtung und wurde mit Mitteln der Europäischen Union unter der Regie von Claus Martin in Kopenhagen, Piteå, Hannover und Berlin aufgeführt.
Graugaard ist einer der meistgespielten lebenden Komponisten Dänemarks, seine Werke wurden bereits auf allen Kontinenten aufgeführt. Als Improvisationsmusiker arbeitete er im Duo mit Jean-Michel Pilc, Keisuke Matsuno und Moritz Baumgärtner.

## Ämter
1996 war Lars Graugaard künstlerischer Leiter der Weltmusiktage in Kopenhagen. Seit 1999 ist er Schatzmeister der internationalen Gesellschaft für Neue Musik (IGNM). Von 1999 bis 2004 war er Dozent für „Interaktive Theaterformen“ an der Carl-Nielsen-Musikakademie Kopenhagen. Seit 2004 ist er Gastdozent an der isländischen Akademie der Künste, dem Ålborg Universitetscenter im Esbjerg Department of Software and Media Technology. Im Jahr 2007 war er künstlerischer Leiter der Internationalen Konferenz für Computermusik in Kopenhagen.